# Principauté d'Outer Baldonia
La Principauté d'Outer Baldonia est une ancienne micronation dont la revendication territoriale concerne Outer Bald Tusket Island, l'îlot le plus au sud des îles Tusket, un archipel au large de Yarmouth, dans la province canadienne de la Nouvelle-Écosse.

## Histoire
La principauté est fondée en 1948 par Russell Arundel, un homme d'affaires américain et lobbyiste pour Pepsi Cola Company, qui se proclame "prince des princes" d'Outer Baldonia
. Elle est souvent considérée comme un État fantaisiste. Elle se dote d'une constitution, d'un drapeau, d'une organisation militaire. De la monnaie, des timbres et un passeport sont aussi publiés.
Arundel découvre l'île lors d'une pêche au thon. Alors qu'il est établi que l'île est un site habituel de pêche et sert au pâturage de moutons, Arundel négocie l'achat de l'île à hauteur de 750 dollars et y construit un bâtiment en pierre pour lui et ses amis qui est destiné à être une maison de pêcheurs. La légende raconte qu'autour de verres de rhum, Arundel et ses amis conçoivent, écrivent et approuvent la déclaration d’indépendance d'Outer Baldonia en s'inspirant de la vie aquatique. La monnaie s'appelle ainsi le tunar.
Jusque dans les années 1960, on note une population locale de pêcheurs acadiens et au moins un berger dans des logements précaires, le temps de faire escale. La présence du berger est actée par un contrat de vente en 1973 qui accorde l'extension des droits de pâturage jusqu'à la mort du berger. La seule construction humaine de l'île est la maison d'Arundel encore présente aujourd'hui, mais en ruines.
La constitution d'Outer Baldonia est difficile à cerner. Ainsi tous les citoyens de la Principauté qui ont attrapé un thon rouge et payé des frais de 50 dollars accèdent au rang de prince. Les rangs de la pairie sont limités à 100. On ne sait pas précisément le nombre de personnes se réclamant citoyens de la principauté. 
Les figures connues du gouvernement sont Russell Arundel, le prince des princes, chef de l'État, Elson Boudreau chancelier, et Ron Wallace, ambassadeur extraordinaire et ministre plénipotentiaire.
Bien non reconnue par les États officiels, Outer Baldonia fait l'objet d'une certaine considération. Une ambassade est créée à Washington, par téléphone, le Prince reçoit des invitations à des réunions auxquelles il se rend avec un habit d'apparat, fait de boîtes de sardines et de capsules. Outer Baldonia est même invité à une demande d'adhésion à l'Organisation des Nations unies. La constitution d'Outer Baldonia s'en prenant par la caricature aussi parfois à l'URSS, cela conduit à la chute des prétentions politiques de la principauté. La constitution est exposée au musée local du comté de Yarmouth.
L'armée de la principauté d'Outer Baldonia comprend environ 70 personnes et consiste essentiellement en une marine comprenant 69 amiraux. La flotte va de 20 à 100 navires, allant de barques à des bateaux de transport et de pêche.
Un conflit a lieu avec l'URSS, alors qu'il n'existe aucune relation diplomatique ni échange entre les deux entités. L'attitude belliqueuse de la principauté est une exagération après une accusation de pêche en Atlantique Nord qui fait l'objet d'un article dans le journal Literatournaïa gazeta,. Après que le grand état a décliné une invitation, refusant le mode de vie libertaire de la principauté, cette dernière publie une déclaration de guerre le 9 mars 1953. Ron Wallace conclut une alliance avec l'Armdale Yacht Club pour avoir une flotte plus grande. L'URSS répond en faisant des articles de presse.
Cependant cette histoire fait connaître la principauté d'Outer Baldonia comme une blague ou une arnaque. Par la suite, il n'y a plus d'invitations et on ne parle plus de la micronation. 
En 1973, Outer Bald Tusket Island est revendu par Russell Arundel à la Nova Scotia Bird Society, qui est toujours propriétaire de l'île. Elle en fait un sanctuaire pour les oiseaux qu'elle baptise du nom d'Arundel. 